# ゲオルグ・ショルツェ
ゲオルグ・ショルツェ（ドイツ語: Georg Scholze, 1897年8月21日 - 1945年4月23日）は、ドイツの軍人。第二次世界大戦中、ドイツ国防軍の軍人として歩兵教導連隊や第20装甲擲弾兵師団の指揮官を務めた。騎士鉄十字章受章者。1945年4月23日、ベルリンにて自決した。最終階級は少将。

## 経歴
ゲオルグ・ショルツェは1897年にザクセン王国領レーバウに生まれた。第一次世界大戦勃発直後の1914年8月、プロイセン王国陸軍に義勇兵として入隊を果たす。そして第5「フォン・ノイマン」猟兵大隊(Jäger-Bataillon "von Neumann" Nr. 5)に配属された後、同年中に第391歩兵連隊(Infanterie-Regiment Nr. 391)の一員として前線に送られる。1915年までに中尉に昇格。その後、敗戦まで第391連隊内で小隊長や大隊副官を務める。ヴェルダンの戦いでは一級・二級鉄十字章を授与されている。
敗戦後は兵役を離れて故郷に戻り、アビトゥーア試験に合格。1923年まで農場で働き、その後はヴァイマル共和国軍に軍属として勤務した。1926年1月18日、マルガレーテ・ラング(Margarete Lange)と結婚し、後に5人の子供をもうける。1926年中頃からユーテルボーク群の群役員(Kreisoffizier)となる。1934年10月1日、大尉として陸軍に復帰し、まもなくヴァイマル共和国軍はドイツ国防軍に改組された。復帰後はポツダム歩兵連隊(Infanterie-Regiment Potsdam)にて中隊長の職に就く。同連隊は1935年10月15日に第9歩兵連隊(Infanterie-Regiment 9)と改名された。1936年、同連隊の第10中隊長となる。
1937年1月1日、少佐へ昇進すると共に第3軍団司令部(Generalkommando III. Armeekorps)付参謀に就任。1939年10月から歩兵教導連隊(Infanterie-Lehr-Regiments)第2大隊長。さらに1940年から第900歩兵連隊(Infanterie-Regiment 900)の大隊長を務め、1940年6月1日付で中佐に昇進。独ソ戦が始まると同連隊の第2大隊を率いて戦闘に参加した。1942年初頭、ドイツ十字章金章を受章。1942年4月1日付で大佐に昇進し、5月28日に第900連隊が解散すると歩兵教導連隊長に就任した。1942年12月18日、連隊が第901歩兵教導連隊(Infanterie-Lehr-Regiment 901)に再編される。1943年2月26日、騎士鉄十字章受章。1944年1月、連隊はさらに第901装甲擲弾兵教導連隊(Panzergrenadier-Lehr-Regiment 901)と改名され、新しい装甲教導連隊としての任務が与えられた。1944年7月19日には教導連隊長の職を離れる。1945年にはルーマニア戦線に移り、第20装甲擲弾兵師団(20. Panzergrenadier-Division)の指揮官を引き継ぐ。1945年4月14日、妻と4人の子供がポツダムへの空襲で死亡する。唯一生き残った1人の息子は戦争を生き延びた。1945年4月20日、少将へ昇進。1945年4月23日、ベルリンの戦いの中で師団は分断され、ショルツェは包囲された師団本部の中で自決した。

## 受章
- 鉄十字章（1914年版）
  - 二級
  - 一級
- 名誉十字章
- 鉄十字章（1939年版）
  - 二級
  - 一級
- 歩兵突撃章
- 東部戦線従軍記章
- ドイツ十字章金章 - 1941年12月24日
- 騎士鉄十字章 - 1945年2月17日、歩兵教導連隊長たる大佐として[2]。